# Віа Карпатія
Віа Карпатія, або Карпатський шлях (англ. Via Carpatia, або Via Carpathia — планований автотранспортний маршрут, який повинен з'єднати країни Північної та Південної Європи. Кінцеві точки станом на 2016 рік — Клайпеда (Литва) та Салоніки (Греція).
У 2010 році планувалось, що Via Carpatia поєднає країни Східної Європи — члени ЄС. Україна долучилась до проекту в 2016 році після підпису Декларації міністрів транспорту Болгарії, Чехії, Греції, Угорщини, Литви, Польщі, Словаччини, Румунії та Туреччини, який поставила заступник міністра інфраструктури України Оксана Рейтер.
Наприкінці жовтня Європарламент схвалив звіт, який передбачає підтримку розвитку транспортної інфраструктури вздовж східних кордонів ЄС. «Віа Карпатія» має стати ключовим трансєвропейським коридором, який повинен з'єднати країни Північної та Південної Європи, в майбутньому - України і Туреччини.
У листопада 2016 в м. Красічині відбулось виїзне засідання комітету ВР України з питань транспорту та комісії інфраструктури Сейму Республіки Польща, на якому розглянули, зокрема, питання продовження транспортного коридору «Карпатський шлях» до Одеси.